# Opatovice u Rajhradu
Opatovice (deutsch Opatowitz) ist eine Gemeinde in Tschechien. Sie liegt 14 Kilometer südlich des Stadtzentrums von Brno und gehört zum Okres Brno-venkov.

## Geographie
Opatovice befindet sich am linken Ufer des Baches Dunávka am westlichen Fuße der Měnínská pahorkatina in der Thaya-Schwarza-Talsenke. Gegen Westen fließt die Svratka. Südlich liegt der Lauf des Flüsschens Litava, dahinter die Ausläufer des Ždánický les. Östlich erhebt sich die Žerotínky (202 m), im Süden der Výhon (355 m) und Strže (258 m). Im Osten führt die Trasse des Autobahn D 2/E 65 vorbei, die nächste Abfahrt 11 ist bei Blučina. Zweieinhalb Kilometer gegen Nordost liegt die Wüstung Dunajovice. Nordwestlich befindet sich die  Abtei Rajhrad.
Nachbarorte sind Rajhradice im Norden, Otmarov im Nordosten, Měnín im Osten, Albrechtov und Jalovisko im Südosten, Blučina und Židlochovice im Süden, Vojkovice im Südwesten, Holasice im Westen sowie Rajhrad, Čeladice und Loučka im Nordwesten.

## Geschichte
Die erste schriftliche Erwähnung von Opatovice erfolgte im Jahre 1048  zusammen mit Popovice, Rajhrad, Rajhradice, Loučka, Ořechov und Domašov in der Gründungsurkunde des Klosters Rajhrad  als klösterlicher Besitz. Herzog Břetislav I. hatte das Dorf zuvor dem Abt des Klosters Břevnov für die bevorstehende Klostergründung geschenkt. Im 17. Jahrhundert wurde in dem Dorf eine Kapelle zum Gedenken an die zwischen 1645 und 1676 in Mähren grassierende Pestepidemie, von der Opatovice gänzlich verschont blieb, errichtet. 1769 brannte nach einem Blitzeinschlag das Dorf mit Ausnahme von 12 Häusern nieder. Die zerstörte Kapelle wurde durch einen Neubau ersetzt, den 1772 der Prälat Otmar Karl Konrad weihte. Bis zur Mitte des 19. Jahrhunderts blieb Opatovice immer dem Kloster Rajhrad untertänig.
Nach der Aufhebung der Patrimonialherrschaften bildete Opatovice ab 1850 eine Gemeinde in der Bezirkshauptmannschaft Hustopeče. 1948 wurde die Gemeinde dem Okres Židlochovice zugeordnet. Nach dessen Aufhebung kam Opatovice 1961 zum Okres Brno-venkov.

## Gemeindegliederung
Für die Gemeinde Opatovice sind keine Ortsteile ausgewiesen.

## Sehenswürdigkeiten
- Abtei Rajhrad, nordwestlich des Dorfes
- Kirche des hl. Karl Borromäus, der einschiffige Barockbau wurde 1868 bis 1869 an der Stelle der Pestkapelle errichtet. Die Weihe erfolgte am 4. November 1869 durch den Abt Gunter Kalivoda. Sie gehört zur Pfarre Rajhrad.

## Söhne und Töchter der Gemeinde
- František Hořava (1906–1974), Maler und Bildhauer